# Menglian
Menglian är ett autonomt härad för dai, lahu- och wa- folken som lyder under Pu'ers stad på prefekturnivå i Yunnan-provinsen i sydvästra Kina.